# 国際物品売買契約に関する国際連合条約
国際物品売買契約に関する国際連合条約（こくさいぶっぴんばいばいけいやくにかんするこくさいれんごうじょうやく）は、国境を越えて行われる物品の売買に関する条約。正式名称は、United Nations Convention on Contracts for the International Sale of Goods である。ウィーン売買条約という略称が用いられる場合もある。
以下、ウィーン売買条約という。また、ウィーン条約の条文を示す場合には、単に条数のみを記載する。

## 概略
ウィーン売買条約は、国際取引における法統一を目的とする統一法の一つであり、国境を越える動産の売買契約の成立、並びに、売主及び買主の権利義務について規定する。他方、売買の目的物についての所有権の移転、契約の有効性については規定されていない。また、国内における取引には適用されない。
ウィーン売買条約の特徴は、その規律内容が明瞭で当事者にも分かり易く、実務にも適合的なことである。前身であるハーグ統一売買法条約はヨーロッパの一部の国々で作成されたものであり、ドグマティッシュであるとの批判が強い。それに対し、ウィーン売買条約は、アメリカも議論に参加して作成されたものであり大陸法と英米法の壁を乗り越えた内容となっている。そのため、ハーグ統一売買法条約に比べて締約国が多い。主要貿易国も締結しており、かつ締約国以外にも適用される可能性があるため、国際取引分野における国際法的な地位を獲得しつつある。
また、上述のような高い評価を受けており、契約法一般の立法・解釈に応用できることから、締約国の増加を促すのみならず、各国における契約法解釈への影響も大きいとされる。日本の債権法改正の議論においても、立法資料として大いに参照されている。
条約を国内法化した法が適用されるのではなく、条約それ自体が適用される直接適用 (self-executing) の方式である。
日本の加入は2008年7月1日で、日本についての発効は2009年8月1日である。

## 規定内容

### 第1部　適用範囲及び総則

#### 第1章　適用範囲
第1章は、ウィーン条約の適用範囲について規定している。
ウィーン売買条約は、国際的売買契約について適用される。具体的には、売主と買主とが異なった国に営業所をもち、かつ、以下のいずれかを満たす場合に適用される。
- 営業所のある国がいずれもウィーン売買条約の締約国である場合（1条1項a号）
- 国際私法の規則によってウィーン売買条約の締約国の法が準拠法に指定される場合（1条1項b号）

a号に該当する場合、訴訟を提起された締約国の裁判所は、ウィーン売買条約を直接適用する義務を負う。
b号に該当する場合、訴訟を提起された締約国の裁判所は、その国の国際私法により締約国の法が準拠法とされたときには、ウィーン売買条約を適用する。訴訟を提起されたのが非締約国の裁判所である場合でも、その国の国際私法によって締約国の法が準拠法とされるときには、ウィーン売買条約が準拠法たる実質法の内容となるため、ウィーン売買条約を適用すべきとされている。
そのため、ウィーン売買条約は、非締約国の裁判所においても適用される可能性がある。しかも、本条約の締約国には主要貿易国が名を連ねており、それらの国の法が準拠法として指定される場合も多いと考えられるため、本条約の適用される事件は相当広汎に及ぶ。
なお、締約国は、1条1項b号に拘束されない旨の留保宣言をすることができる（94条）。国際取引に適用すべき国内法を既に有する国が、自国の当該法の適用可能性を残す目的から、当該留保宣言をすることがある。
その例は、国際売買への適用にも十分に耐えうる法であり、世界的にも高い評価を受け、ウィーン売買条約の起草にあたっても参考にされているアメリカ統一商事法典 (Uniform Commercial Code; UCC) を制定しているアメリカ合衆国である。ほかにも、中国、チェコスロバキア（当時）、シンガポールなどが同様の留保宣言を行っている。また、ドイツは、当該留保宣言を行った締約国を1条1項b号における「締約国」とみなさない旨の解釈宣言を行って、解釈上の問題点を回避している。
このほか、適用対象となる実体法的範囲は売買契約の成立、売主・買主の権利義務のみに限られること（4条）が重要である。これによれば、契約の有効性、契約の効果としての所有権の帰属・帰趨など、国内外を問わず契約上しばしば問題となる紛争について本条約が解決策を与えないことが分かる。こうした問題の処理については第2章に規定がある（後述）。
また、本条約が任意法規性をもち、当事者の合意によって適用を排斥し、又は規律内容を変更することができること（6条）も重要である。

#### 第2章　総則
第2章は、ウィーン条約の規定の解釈・適用又は適用対象に共通する事項について規定している。
中でも、ウィーン条約が規律対象とする事項（4条参照）であるが、本条約にその問題に関する規定がない場合には、先ず本条約の一般原則に従った解決が試みられ、それがない場合には国際私法の規定により決定される準拠法に従って解決すべき（7条2項）としている点が重要である。これは、ハーグ統一売買法条約に対する批判を容れて設けられた規定である。
なお、ウィーン条約がそもそも規律対象としない事項については、通常の渉外的法律関係と同様、法廷地の国際私法によって決定された準拠法に従って紛争が解決される。

### 第2部　契約の成立
第2部では、契約の成立に関する問題点について規定している。
契約の成立に関しては、いわゆる「書式の戦い」(battle of forms) の問題がある（19条1項2項）。
この規定が設けられた背景には、スウェーデン契約締結法を初めとしたスカンディナビア法、及び、UCC（アメリカ統一商法典）の影響がある。
このほかにも、申込・承諾について、効力発生時期、取消の可能性、効力などについて規定されている。

### 第3部　物品売買
第3部は、売主・買主の義務、及び、義務違反があった場合の救済方法について規定する。
売主に関しては、引渡し場所、引渡義務、書類交付義務、契約に適合した物品を引渡す義務、いわゆる瑕疵担保責任が規定されている。
また、売主の契約違反に対する救済手段としては、履行請求、代替物請求、修補請求、契約解除、代金減額請求、損害賠償が規定されている。
買主に関しては、代金の支払をする場所、代金支払義務、受領義務などが規定されている。
また、買主の契約違反に対する救済手段として、物品の引渡請求、契約解除、損害賠償などが規定されている。
このほか、危険負担に関する規定もおかれている。そこでは、売買契約が運送を予定する場合（67条）、運送途上にある物品を売買した場合（68条）、それ以外の場合（69条）に分けて規定されている。それぞれ、運送人への物品交付時、契約締結時、物品の引取時（又は買主が物品の引取をしないことによって契約違反となった時点）において、危険が買主へ移転するとしている。危険の移転につき、観念的・抽象的な事象（物品に対する所有権・実質的支配の移転など）ではなく、具体的事象を基準として採用することにより、明瞭で、実務にも適合的な規定となっている。
もっとも、本条約は任意法規性を有するのであるから、当事者間の合意、特に実務上しばしば用いられるインコタームズ (INCOTERMS) によるとの合意があれば、そちらが優先されることになる。
以上に加え、利息、免責、及び、物品の保存についての規定もおかれる。免責については、各国・各論者において非常に多義的に用いられている「不可抗力」(acts of God) の文言をあえて用いずに規定されている点が重要である（79条1項参照）。

### 第4部　最終条項
第4部は、ウィーン売買条約の国際公法上の取扱いについて規定されている。
先ず、ウィーン売買条約についての留保宣言について規定されている。本条約についての留保宣言は、明文をもって特に許された事項についてのみ、することができる（98条）。
また、ハーグ統一売買法条約との関係についても規定されている。そこでは、ハーグ統一売買法条約の当事国がウィーン売買条約を締結する際には、前者を廃棄しなければならないとされている点が重要である。（99条3項、4項、5項）
更に、ウィーン売買条約の適用について、本条約が効力を生じる日より前の事案について適用すること（遡及的適用）を禁止する規定（100条）、本条約の廃棄に関する規定（101条）がおかれている。

## 成立の背景と過程
国境を越える物品売買契約の成立・効力に関する統一法を定めた条約としてはハーグ統一売買法条約があったが、同条約の締約国・締結を希望する国家は少数であり、世界的規模で発効することは絶望的であった。
そこで、1970年から、国際連合国際商取引法委員会 (UNCITRAL) においてハーグ統一売買法条約の改訂作業、すなわち、ウィーン売買条約の起草作業が開始された。
UNCITRALは、1980年4月、条約の草案を採択し、国連総会に対して外交会議の開催を勧告。1980年4月10日、勧告に応じて開催されたウィーンにおける外交会議において、ウィーン売買条約が採択された。1988年1月1日に発効。

## 締約国
ウィーン売買条約の締約国は、69ヶ国に及ぶ。主な締約国は、オーストラリア、中華人民共和国、フランス、ドイツ、大韓民国、ロシア、スウェーデン、アメリカ合衆国などである。いわゆる先進国において本条約を締結していないのは、イギリスのみである（2008年7月現在）。
最新の締約国は、UNCITRALのウェブサイト において確認することができる。
日本はウィーン売買条約に2008年7月1日に加入した。日本においては2009年8月1日から発効している。

### 締約国の年順
以下、締約国を本条約が発効した年順（同年の場合にはアルファベット順）に示す。

#### 1988年
- アルゼンチン
- 中華人民共和国
- エジプト
- フランス
- イタリア
- レソト
- シリア
- アメリカ合衆国
- （ユーゴスラビア）
- ザンビア

#### 1989年
- オーストラリア
- オーストリア
- フィンランド
- メキシコ
- ノルウェー
- スウェーデン

#### 1990年
- ベラルーシ
- デンマーク
- （ドイツ民主共和国）

#### 1991年
- ブルガリア
- チリ
- クロアチア
- （チェコスロバキア）
- ドイツ（西ドイツ）
- イラク
- ロシア（ソビエト連邦）
- スロベニア
- スペイン
- スイス
- ウクライナ

#### 1992年
- ボスニア・ヘルツェゴビナ
- カナダ
- ギニア
- オランダ
- ルーマニア
- セルビア

#### 1993年
- チェコ
- エクアドル
- スロバキア
- ウガンダ

#### 1994年
- エストニア

#### 1995年
- キューバ
- グルジア
- モルドバ
- ニュージーランド

#### 1996年
- リトアニア
- ポーランド
- シンガポール

#### 1997年
- ベルギー
- ウズベキスタン

#### 1998年
- ハンガリー
- ラトビア
- ルクセンブルク

#### 1999年
- ブルンジ
- ギリシャ
- モンゴル

#### 2000年
- キルギス
- モーリタニア
- ペルー
- ウルグアイ

#### 2001年
- セントビンセントおよびグレナディーン諸島

#### 2002年
- コロンビア
- アイスランド

#### 2003年
- ホンジュラス
- イスラエル
- 大韓民国

#### 2005年
- キプロス

#### 2006年
- ガボン
- リベリア
- モンテネグロ

#### 2007年
- エルサルバドル
- パラグアイ

#### 2009年
- 日本

#### 署名しているが締結していない国
- ガーナ
- ベネズエラ

## 正文
ウィーン売買条約は、国連公用語である6カ国語（英語、フランス語、スペイン語、中国語、ロシア語、アラビア語）による文書を正文とする。特に、起草作業の段階で使用されていた作業用語（working language）であるところの英語及びフランス語が、本条約の解釈・適用に当たって重要である。
上記正文以外の言語で条約の公定訳文が作成されたり、各国政府がその国の公用語で訳文を作成することはあるが、本条約の解釈・適用にあたって基準とされるべきは上記正文であり、その他の訳文はそうした基準を探る手がかりに過ぎない。

## 呼称
正式名称は、United Nations Convention on Contracts for the International Sale of Goodsである。一般に用いられている略称としては、CISG、Vienna Sales Convention、又は、United Nations Sales Convention等がある。
日本における呼称も、これらに対応している。すなわち、正式名称を日本語に直訳した「国際物品売買契約に関する国連条約」、ウィーン売買条約、国連物品売買条約、等である。
「ウィーン売買条約」との呼称が比較的広く用いられているが、支配的な略称はないため、CISGと表記されることも多い。

## 関連する条約
ウィーン売買条約の姉妹条約とも言うべきものとして、時効条約がある。
正式名称は、Convention on the Limitation Period in the International Sale of Goodsである。1974年6月14日に採択。1980年のウィーン売買条約採択に際して修正議定書が採択され、1988年8月1日に発効した。
時効条約は、国際的な物品売買契約に関する権利義務の時効（これは大陸法的な捉え方であり、英米法的な理解によれば「出訴期間の制限」ということになる）について規定している。